# Вертикальная синхронизация

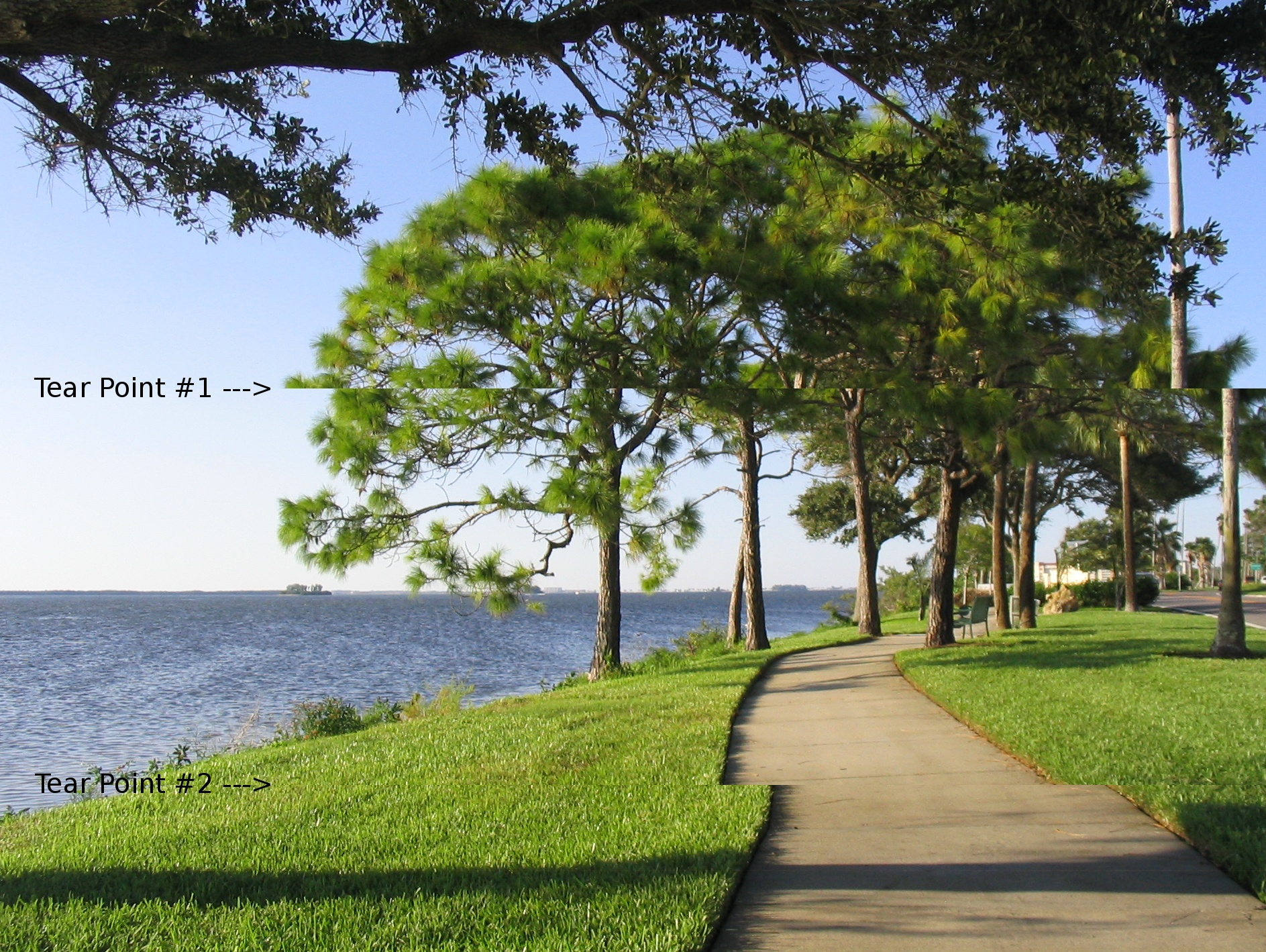
Вывод на экран без синхронизации (имитация)

Вертика́льная синхрониза́ция (англ. V-Sync) —  VSync, или вертикальная синхронизация, является методом согласования частоты кадров видеоигры с частотой обновления монитора, на котором она отображается. Эта технология была разработана производителями видеокарт для устранения разрывов изображения, известных как tearing. Такие разрывы возникают, когда части двух последовательных кадров отображаются на экране одновременно, что создает визуальные артефакты. 
Появление tearing связано с тем, что видеокарта выдает кадры быстрее, чем монитор может их обновить. Это приводит к тому, что две части разных кадров могут отображаться одновременно, что портит визуальное восприятие.
VSync решает эту проблему, ограничивая частоту кадров видеокарты частотой обновления монитора. Это позволяет отображать каждый кадр целиком в рамках одного цикла обновления монитора, и тем самым устраняет tearing. Кроме того, VSync предотвращает видеокарту отправлять новые кадры в середине цикла обновления, что обеспечивает более плавное и согласованное отображение изображения на экране.
Хотя VSync  это гарантированное решение проблемы разрывов экрана, оно происходит за счет снижения производительности и отзывчивости. 
А ещё VSync может даже снизить общую производительность GPU, значительно уменьшив частоту кадров. Это связано с её тенденцией ограничивать частоту кадров GPU частотой обновления монитора.  Когда частота кадров GPU выше частоты обновления монитора, у вас возникают проблемы, когда частота кадров падает ниже порога частоты обновления.
Например, сложная сцена, в которой максимальная частота кадров GPU составляет 59 кадров в секунду, не будет отображаться с частотой 59 кадров в секунду на мониторе с частотой обновления 60 Гц. Интервал синхронизации в 16,67 миллисекунды, требуемый VSync для монитора с частотой 60 Гц, заставит фактическую частоту отображения кадров упасть с 59 до 45 кадров в секунду.
Что ещё хуже, производительность GPU (а значит, и частота кадров) сильно меняется в процессе игры. В таких случаях VSync заставляет некоторые кадры задерживаться на экране дольше, чем другие. Это воспринимается зрителем как непоследовательность кадров.

## Адаптивный VSync
Разработанный NVIDIA, Adaptive VSync устраняет все уродливые задержки ввода и проблемы с производительностью, возникающие из-за того, что GPU не успевает за частотой обновления монитора. Эта реализация VSync активна только до тех пор, пока GPU может соответствовать частоте обновления монитора. Адаптивная синхронизация немедленно отключает VSync, как только это становится невозможным. Это обеспечивает здоровый баланс между производительностью видеоигр и снижением разрывов экрана.

## Быстрая синхронизация
Fast Sync, также разработанный NVIDIA, добавляет магию тройной буферизации в Adaptive VSync. Проще говоря, тройная буферизация подразумевает рендеринг GPU дополнительного кадра. Это позволяет ему выбрать самый последний из двух отрендеренных кадров для отправки на монитор в ожидании цикла обновления монитора. Идея заключается в том, чтобы уменьшить задержку ввода, отображая самый последний кадр, но для этого также потребуется большая мощность GPU.

## Улучшенная синхронизация
Улучшенная синхронизация. Как и адаптивная VSync от NVIDIA, Enhanced Sync от AMD может отключить VSync в тот момент, когда GPU отстает от частоты обновления монитора. Как и Fast Sync от NVIDIA, она также использует многократную буферизацию для уменьшения задержки ввода, передавая на монитор самый последний кадр.